# Anisopodus brevis
Anisopodus brevis es una especie de escarabajo longicornio del género Anisopodus, tribu Acanthocinini, subfamilia Lamiinae. Fue descrita científicamente por Gahan en 1892.

## Descripción
Mide 5-7 milímetros de longitud.

## Distribución
Se distribuye por México.